# ビールガンジ
ビールガンジ（ネパール語: वीरगंज）は、ネパール南東部のマデシ州の最大都市。
準大都市自治体で、パルサ郡の郡都。
2021年の人口は26万8273人。
いわゆるマデス地方に属す。
ビルガンジとも呼ばれている。

## 概要
南ネパールの国境の町で、首都カトマンズから西へ190km離れている。
インド・ビハール州との国境から北に2kmの距離である。
ネパールからパトナ、コルカタへの入り口である一方、インド側からはネパールの玄関として知られている。
インドからネパールに入ってくる物資の大きな部分がラクソールからビールガンジ経由なので、この町はネパールにとって重要な経済的意味を持っている。
ボージュプリー語、ネパール語、マイティリ語、ネワール語、マルワリ語、ヒンディー語などが話されている 。
ビールガンジは、ネパールの主要なビジネスの中心で、特に対インド貿易の中心である。

## 教育
- トリブバン大学・タークル・ラーム総合キャンパス：タライ地方で最も古い大学のひとつである。2003年には50年祭を迎えた。科学技術の研究所が一つと、芸術、商業、教育の3学部が一つのキャンパスにある。

## ビールガンジ騒乱
2006年5月18日、ネパール議会はヒンドゥー教の国教を廃止し、世俗国家になったと宣言したが、このことはネパール中のヒンドゥー教原理主義者の騒乱を引き起こした。このとき、ビールガンジはこの騒乱で2日間閉鎖を余儀なくされた。